# Val-d'Oise
Val-d'Oise (oznaka 95) je francoski departma, del severnega predmestja Pariza, imenovan po reki Oise, ki teče skozenj. Nahaja se v regiji Île-de-France.

## Zgodovina
Departma je bil ustanovljen 1. januarja 1968 z razpadom predhodnjega Seine-et-Oise na več manjših departmajev.

## Geografija
Val-d'Oise leži v severnem delu regije Île-de-France. Na vzhodu meji na departma Seine-et-Marne, na jugu na departmaje Seine-Saint-Denis, Hauts-de-Seine in Yvelines, na zahodu na departma regije Zgornje Normandije Eure in na severu na departma Oise (regija Pikardija).
Osrednji in jugovzhodni del departmaja tvorita predmestje Pariza, medtem ko je vzhod ostal podeželski. Zahod departmaja vključuje del nekdanje province Vexin français.